# P. W. Catanese
Paul Catanese, bekannt unter seinem Autorennamen P. W. Catanese, (* 1961 in New York City, USA) ist ein US-amerikanischer Buchautor und Werbetexter.

## Leben
Catanese lebte als Kind einige Zeit in Boston, bevor die Familie nach Connecticut umzog, als er sieben Jahre alt war. Er schrieb bereits als Junge Comicstrips für den Eigengebrauch und erstellte in seiner Zeit am College jeden Tag einen Strip. Nach dem Besuch der Highschool in Trumbull (Connecticut) machte er seinen Hochschulabschluss an der University of Connecticut. Er lebt mit seiner Frau und drei Kindern in Connecticut und arbeitet in einer Werbeagentur in Glastonbury (Connecticut).
Heute besucht Catanese oft Schulen und spricht über seine Bücher. Wenn er nicht gerade etwas zeichnet oder schreibt, reist er gerne, besucht Museen oder wandert.

## Veröffentlichungen
- 2005; The Brave Apprentice.
- 2005: The Eye of the Warlock.
- 2005: The Thief and the Beanstalk.
- 2006: The Mirror's Tale.
- 2007: The Riddle of the Gnome.
- 2015: Donny’s Inferno. Alladin, New York City, USA 2015, ISBN 978-1-4814-3800-1.

Die Bücher von Umber
- 2009: Happenstance Found.
  - 2010: Die Bücher von Umber: Der gefundene Junge, übersetzt von Birgit Schmitz. Carlsen, Hamburg, ISBN 978-3-551-55120-7.[1]
- 2010: Dragon Games.
  - 2011: Die Bücher von Umber: Drachenspiele, übersetzt von Birgit Schmitz. Carlsen, Hamburg, ISBN 978-3-551-55279-2.
- 2011: The End of Time.
  - 2012: Die Bücher von Umber: Das Ende der Zeit. Carlsen, Hamburg, ISBN 978-3-551-55348-5.